# Bezeréd, Zala
Bezeréd  este un sat în districtul Zalaegerszeg, județul Zala, Ungaria, având o populație de 151 de locuitori (2011).

## Demografie
Componența etnică a satului Bezeréd
     Maghiari (92,05%)
     Germani (5,96%)
     Români (1,99%)
Componența confesională a satului Bezeréd
     Romano-catolici (72,19%)
     Fără religie (8,61%)
     Reformați (5,96%)
     Necunoscută (13,25%)
Conform recensământului din 2011, satul Bezeréd avea 151 de locuitori. Din punct de vedere etnic, majoritatea locuitorilor (92,05%) erau maghiari, existând și minorități de germani (5,96%) și români (1,99%).  Din punct de vedere confesional, majoritatea locuitorilor (72,19%) erau romano-catolici, existând și minorități de persoane fără religie (8,61%) și reformați (5,96%). Pentru 13,25% din locuitori nu este cunoscută apartenența confesională.